# 季道統
季道統（1556年—1595年），字亦卿，號青城，河南開封府陳州衛人，官籍，明朝政治人物。

## 生平
萬曆十年（1582年）壬午科河南鄉試第二十九名，萬曆十一年（1583年）癸未科會試第二百四十五名，登三甲第十八名進士。選庶吉士，十三年授检讨，丁父憂歸。復除原官，十八年编纂六曹章奏。二十年主考，二十一年升南京国子监司业，二十三年升右中允，管司業事，以疾乞归，疏三上不得请，遂自免，行至荆山卒，而未闻任命。

## 家族
曾祖季韋；祖父季澤；父季瓚（季琪），字子獻，號東山。母阮氏。具庆下。兄應聘。弟治統、三統、乾、坤、芳統、閏統。